# Jaufré Rudel

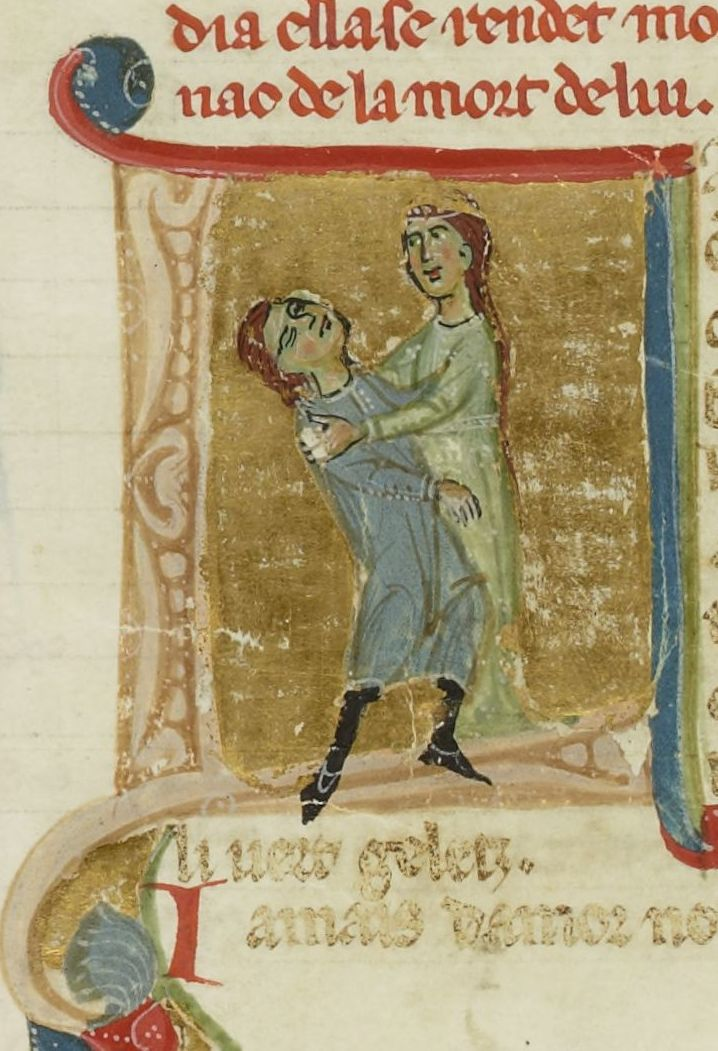
Jaufre Rudel stirbt in den Armen der Gräfin von Tripoli (MS der Bibliothèque Nationale)

Jaufré Rudel (franz. Geoffroi; * um 1100; † um 1147) war ein südfranzösischer Adliger, der als Trobador (Minnesänger) altokzitanischer Sprache in die Literaturgeschichte einging.

## Leben und Legende
Über die Person von Jaufré ist wenig bekannt, außer dass er der jüngere Sohn von Geoffroi Rudel, sire de Blaya (des heutigen Städtchens Blaye und Umgebung im Département Gironde), war und somit zur Familie Taillefer gehörte. In den Lebensbeschreibungen (vidas) provenzalischer Dichter, die Hugues de Saint-Cyr um 1225 verfasste, wird er als prince [Fürst] de Blaye bezeichnet, ein Titel, der unter seinen Vorfahren nicht unüblich war. Die übrigen in dieser vida genannten Fakten dürften jedoch kaum der Realität entsprechen, sondern aus Jaufrés Gedichten abgeleitet sein.
Diesen Gedichten, vor allem aber der romantischen Geschichte, die in der genannten Biografie festgehalten wird, verdankt Jaufré Rudel seinen Nachruhm. Sie erzählt, wie Jaufré aufgrund der Berichte von heimgekehrten Jerusalem-Pilgern eine unstillbare Sehnsucht nach der Gräfin von Tripolis im fernen Heiligen Land entwickelt, sich um dieser Fernliebe (amor de lonh) zu einer nie gesehenen Frau willen dem Kreuzzug anschließt, während der Schiffsreise aber erkrankt und kurz nach seiner Ankunft in den Armen der rasch herbeigerufenen Gräfin stirbt. Sie lässt ihn in der Niederlassung der Tempelritter in Jerusalem bestatten und tritt anschließend, von Jaufré und seiner Liebe beeindruckt, quasi als Witwe in ein Kloster ein.

## Die Gedichte
Von Jaufrés Gedichten sind acht erhalten, davon vier mit Noten. Der jeweils erste Vers (Gedichttitel kannte man damals nicht) der acht Gedichte Jaufrés lautet:
1. Qand lo rossignols el foillos (Wenn die Nachtigall im Laub)
2. Lanqand li jorn son lonc en mai (Wenn die Tage lang sind im Mai)
3. Qan lo rius de la fontana (Wenn das Fließen der Quelle)
4. Belhs m’es l’estius e·l temps floritz (Angenehm ist mir der Sommer und die blühende [Jahres-]Zeit)
5. Lan quan lo temps renovelha (Wenn die [Jahres-]Zeit sich erneuert)
6. Pro ai del chan essenhadors (Nutzen habe ich von den Gesang-Lehrern/-Zeigern)
7. No sap chantar qi so non di (Der weiß nicht zu singen, der keinen Ton sagt)
8. Qui non sap esser chantaire (Wer kein Sänger zu sein weiß)

Das zweite und das achte Gedicht werden in der Forschung als unecht angesehen.
Großen Einfluss auf Jaufré Rudels Poesie hatte Herzog Wilhelm IX. von Aquitanien (1071–1126/27), der als sein „Pate in der Dichtkunst“, aber auch als sein „Stiefvater“ bezeichnet wird, geriet aber gleichzeitig in starke Auseinandersetzungen mit ihm. Wenig Anerkennung fand er bei Zeitgenossen wie Marcabru (vor 1127–1148) und Trobadoren der nächsten Generation wie Peire d’Alvernha (aktiv um 1170) und Raimbaut d’Aurenga (1147–1173), die Rudels Verwendung mystischer Elemente kritisierten bzw. sich über seine zurückhaltende Liebe lustig machen.

## Nachleben
Kein Geringerer als Walther von der Vogelweide hat sich im berühmten Palästina-Lied, seiner poetischen Auseinandersetzung mit den Kreuzzügen, an der Melodie von „Lanqand li jorn son lonc en mai“ orientiert.
Erst zur Zeit der Romantik wurde die rührende Geschichte Jaufré Rudels auch außerhalb Frankreichs bekannt und von Heinrich Heine, Algernon Swinburne, Ludwig Uhland, Giosuè Carducci in Gedichten aufgegriffen. Sie bildet den Stoff von Edmond Rostands Drama La Princesse lointaine und liegt der Oper L’amour de loin von Kaija Saariaho (Libretto von Amin Maalouf) zugrunde. Alfred Döblin zitiert sie, um einige erfundene Details leicht erweitert, in seinem letzten Roman Hamlet oder Die lange Nacht nimmt ein Ende.